# Songieu
Songieu ist eine ehemalige französische Gemeinde mit 119 Einwohnern (Stand 1. Januar 2019) im Département Ain in der Region Auvergne-Rhône-Alpes. Sie gehörte zum Arrondissement Belley. Die Bewohner werden Songiolans und Songiolanes genannt.
Der Erlass des Präfekten vom 29. September 2015 legte mit Wirkung zum 1. Januar 2016 die Eingliederung von Songieu als Commune déléguée zusammen mit den früheren Gemeinden Hotonnes, Le Petit-Abergement und Le Grand-Abergement zur Commune nouvelle Haut Valromey fest.
Der Erlass der Präfektin vom 13. September 2024 legte mit Wirkung zum 1. Januar 2025 die Eingliederung von Haut Valromey zusammen mit der früheren Gemeinde Ruffieu zur neuen, gleichnamigen Commune nouvelle Haut Valromey fest. Songieu besitzt seitdem wie die bisherigen Communes déléguées keinen derartigen Status mehr.

## Geografie

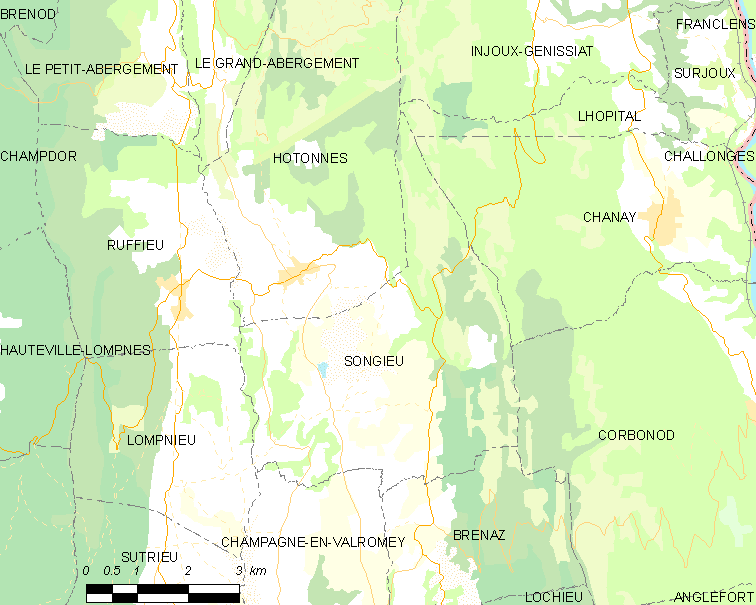
Karte von Songieu

Songieu liegt etwa 45 Kilometer südöstlich von Bourg-en-Bresse und etwa 34 Kilometer westnordwestlich von Annecy in der Région naturelle des Bugey. Das Bauerndorf erstreckt sich an aussichtsreicher Lage auf einem Plateau in der Talschaft des Valromey östlich des Tals des Séran am Fuß des Höhenzuges, der sich vom Grand Colombier nordwärts zum Crêt du Nu hinzieht. Das Zentrum liegt auf etwa 725 m Höhe.
Das Valromey bildet eine breite Senke zwischen zwei hohen, in Nord-Süd-Richtung orientierten Jurakämmen.
Zu Songieu gehören neben dem eigentlichen Ort auch verschiedene Weiler und Gehöfte:
- Bassieu (630 m) auf einem Geländevorsprung am östlichen Talhang des Séran
- Sothonod (840 m) am Westabhang der Antiklinale des Grand Colombier

Umgeben wird Songieu von den Ortsteilen von Haut-Valromey, Ruffieu im Nordosten und Hotonnes im Norden sowie von den Nachbargemeinden Surjoux-Lhopital im Norden, Chanay und Corbonod im Osten, Arvière-en-Valromey und Champagne-en-Valromey im Süden sowie Valromey-sur-Séran im Westen.

## Geschichte
Das Ortsgebiet von Songieu war bereits während der Jungsteinzeit und der Römerzeit besiedelt. Bereits im 9. Jahrhundert wurde auf dem Felsvorsprung von Châteauneuf über dem Tal des Séran eine erste Festung errichtet, die in den nachfolgenden Jahrhunderten zu einer mächtigen Burg ausgebaut wurde. Im Mittelalter war Châteauneuf ein Burgflecken und Hauptort des Valromey. Hier residierte der Kastlan des Valromey, der jeweils von den Grafen von Savoyen eingesetzt wurde. 1595 wurden der Ort und die Burg von französischen Truppen zerstört. Mit dem Vertrag von Lyon gelangte das ganze Gebiet im Jahre 1601 endgültig an Frankreich.

## Bevölkerungsentwicklung
| Songieu: Einwohnerzahlen von 1793 bis 2013                                                                                 | Songieu: Einwohnerzahlen von 1793 bis 2013 | Songieu: Einwohnerzahlen von 1793 bis 2013 | Songieu: Einwohnerzahlen von 1793 bis 2013 | Songieu: Einwohnerzahlen von 1793 bis 2013 |
| --- | ------------------------------------------ | ------------------------------------------ | ------------------------------------------ | ------------------------------------------ |
| Jahr |                                            |                                            |                                            | Einwohner                                  |
| 1793 | 1793                                       |                                            | 539                                        | 539                                        |
| 1800 | 1800                                       |                                            | 597                                        | 597                                        |
| 1806 | 1806                                       |                                            | 923                                        | 923                                        |
| 1821 | 1821                                       |                                            | 523                                        | 523                                        |
| 1831 | 1831                                       |                                            | 586                                        | 586                                        |
| 1836 | 1836                                       |                                            | 550                                        | 550                                        |
| 1841 | 1841                                       |                                            | 652                                        | 652                                        |
| 1846 | 1846                                       |                                            | 637                                        | 637                                        |
| 1851 | 1851                                       |                                            | 629                                        | 629                                        |
| 1856 | 1856                                       |                                            | 636                                        | 636                                        |
| 1861 | 1861                                       |                                            | 665                                        | 665                                        |
| 1866 | 1866                                       |                                            | 633                                        | 633                                        |
| 1872 | 1872                                       |                                            | 612                                        | 612                                        |
| 1876 | 1876                                       |                                            | 615                                        | 615                                        |
| 1881 | 1881                                       |                                            | 594                                        | 594                                        |
| 1886 | 1886                                       |                                            | 632                                        | 632                                        |
| 1891 | 1891                                       |                                            | 548                                        | 548                                        |
| 1896 | 1896                                       |                                            | 565                                        | 565                                        |
| 1901 | 1901                                       |                                            | 522                                        | 522                                        |
| 1906 | 1906                                       |                                            | 479                                        | 479                                        |
| 1911 | 1911                                       |                                            | 409                                        | 409                                        |
| 1921 | 1921                                       |                                            | 365                                        | 365                                        |
| 1926 | 1926                                       |                                            | 348                                        | 348                                        |
| 1931 | 1931                                       |                                            | 312                                        | 312                                        |
| 1936 | 1936                                       |                                            | 255                                        | 255                                        |
| 1946 | 1946                                       |                                            | 246                                        | 246                                        |
| 1954 | 1954                                       |                                            | 218                                        | 218                                        |
| 1962 | 1962                                       |                                            | 174                                        | 174                                        |
| 1968 | 1968                                       |                                            | 165                                        | 165                                        |
| 1975 | 1975                                       |                                            | 142                                        | 142                                        |
| 1982 | 1982                                       |                                            | 126                                        | 126                                        |
| 1990 | 1990                                       |                                            | 101                                        | 101                                        |
| 1999 | 1999                                       |                                            | 125                                        | 125                                        |
| 2006 | 2006                                       |                                            | 118                                        | 118                                        |
| 2013 | 2013                                       |                                            | 129                                        | 129                                        |
| Quelle(n): EHESS/Cassini bis 1999, INSEE ab 2006 Anmerkung(en): Ab 1962 offizielle Zahlen ohne Einwohner mit Zweitwohnsitz |                                            |                                            |                                            |                                            |

Nachdem die Einwohnerzahl in der ersten Hälfte des 20. Jahrhunderts deutlich abgenommen hatte, verblieb sie seit Beginn der 1980er Jahre auf annähernd konstantem Niveau.

## Sehenswürdigkeiten
Die Dorfkirche Saint-Martin von Songieu wurde im Stil der Spätgotik erbaut. Am Eingang zum Friedhof steht eine Linde, die 1601 im Rahmen des Anschlusses an das Königreich Frankreich gepflanzt wurde. In Sothonod befindet sich die gotische Kapelle Saint-Agathe. Von der mittelalterlichen Burg Châteauneuf sind Mauerreste der Befestigung und des Bergfrieds erhalten.

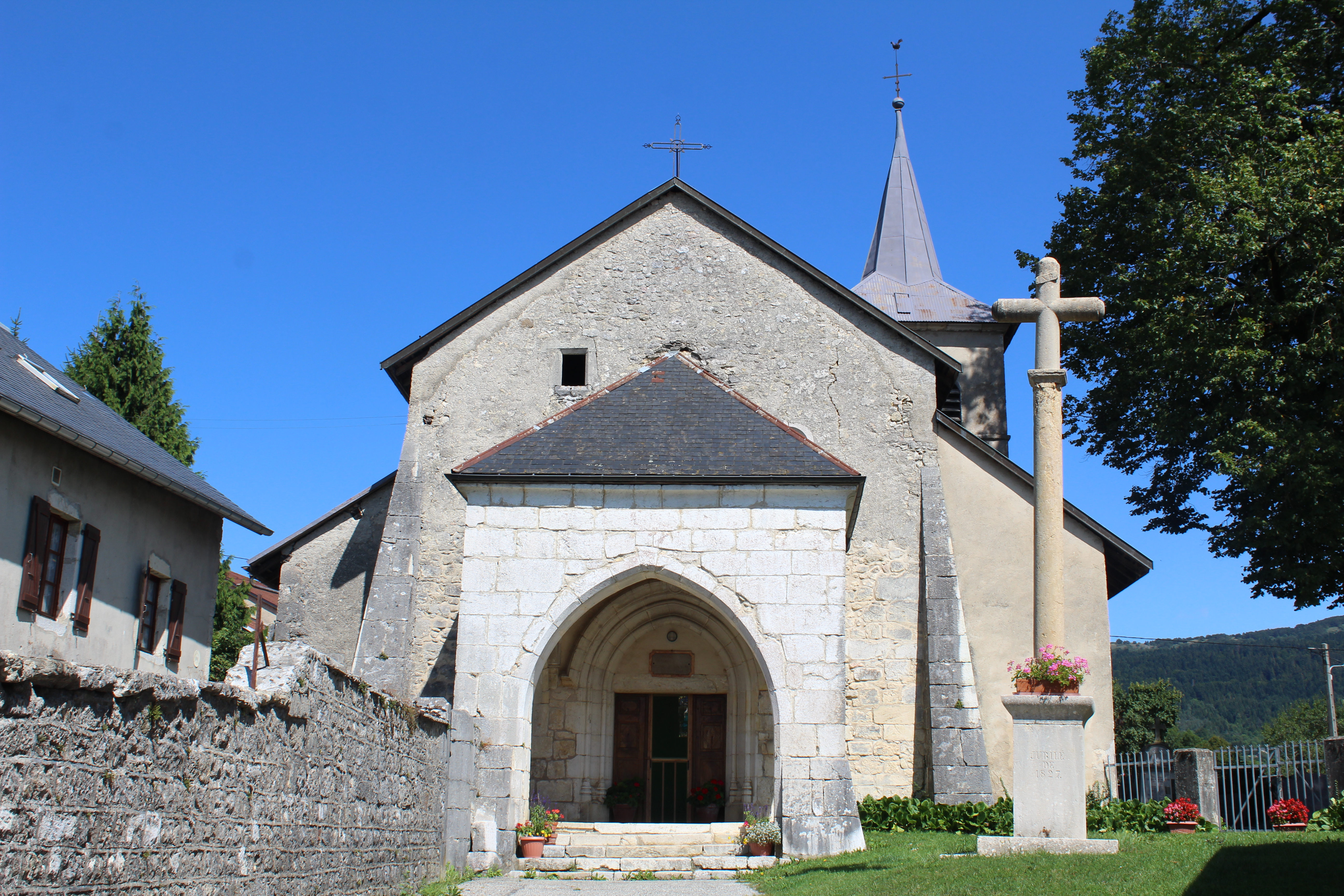
Dorfkirche Saint-Martin
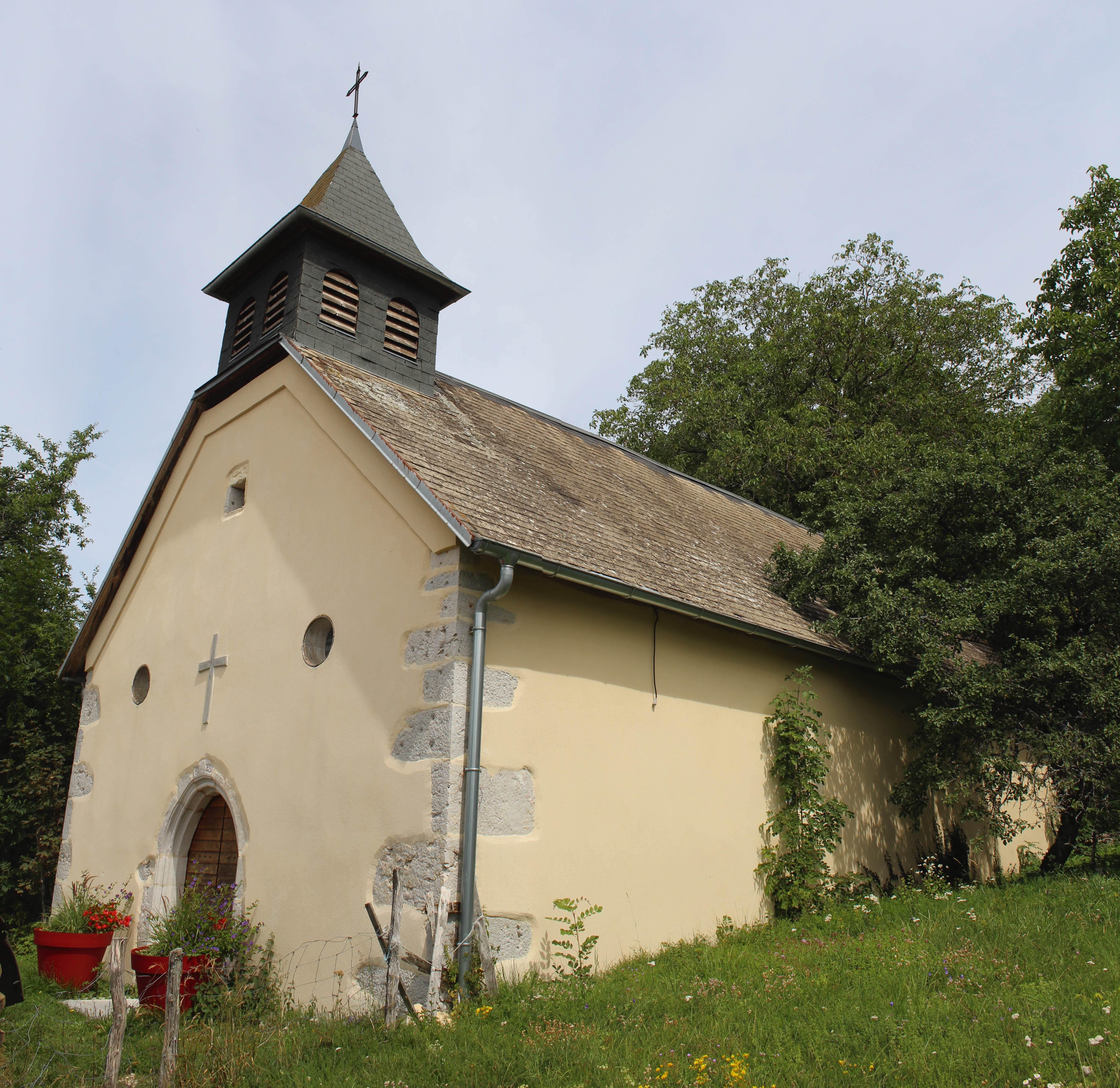
Kapelle Saint-Agathe

## Wirtschaft
Songieu war bis weit ins 20. Jahrhundert hinein ein vorwiegend durch die Landwirtschaft geprägtes Dorf. Noch heute leben die Bewohner überwiegend von der Tätigkeit im ersten Sektor. Einige Erwerbstätige sind auch Wegpendler, die in den größeren Ortschaften der Umgebung ihrer Arbeit nachgehen.